# アナイ
アナイ（Anahi、1983年5月14日 - ）は、メキシコの歌手、女優である。
本名はAnahi Giovanna Puente Portillaだが、単にAnahiとして知られている。彼女は子供の頃からテレビや映画に出演しており、Ariel AwardやPalme d'Or Award等を受賞している。
メキシコのテレノベラRebeldeでMia Colucciの役を演じたことで世界的に有名になった。また、ラテン・グラミー賞にノミネートされたポップグループRBDのメンバーとしても知られている。アナイは、彼女自身のアルバムを世界中で300万枚以上売り上げている。

## 生い立ち
Anahi Giovanna Puente Portillaは、Enrique PuenteとMarichelo Portillaの間の子供として1980年5月14日にメキシコシティで産まれた。Maricheloという名前の姉妹とAna Paulaという名前の姪がいる。彼女は子供の頃、良く知られたソフトドリンクのブランドのキャラクターを務めていて、また5チャンネルの子供番組の最後に流れる"Te doy un besito"という曲を歌っていた。

## 女優として
彼女は2歳の時から、Chiquilladasというメキシコのテレビ番組への出演を始めた。それ以降、Nacidos para MorirやHabia una vez una Estrella等、多くの映画に出演した。
その後はMujer casos de la vida real、Hora Mercada、Vivo por ElenaやLa Telarana等のテレノベラに多く出演している。
2001年、彼女はPrimer amor... a mil por horaで、Giovanna Lunaという14歳の少女を演じた。この番組は同時間帯で最高の視聴率を獲得した。
2002年には、Clase 406でJessicaを演じた。この作品では後にRBDのメンバーとなる Alfonso Herrera、Dulce Maria、Christian Chavezと共演している。
2004年には、アルゼンチンでヒットしたテレノベラRebelde WayをリメイクしたRebeldeに出演し、で裕福な家庭の少女Mia Colucciの役を演じた。Rebeldeは世界中でヒットし、2004年から2006年までの間に400話以上が製作された。
Rebeldeのヒットに続いて、2007年にはテレビサによってRBDのメンバーが出演するシチュエーション・コメディRBD: La Familiaが放送された。これはRBDのメンバーによる架空のライブを舞台としている。番組の登場人物は、Rebeldeのバンドとは関連していないが、演者自身との類似性が示唆されている。RBD: La Familiaは、メキシコの番組としては初めて全体が高精細度テレビジョン放送で配信されたが、2007年3月14日から2007年6月13日まで13話しか続かなかった。
2009年3月、彼女はテレノベラSortilegioの主演のオーディションを受けた。しかし落選し、替わりにJacqueline Bracamontesが選ばれた。

## 歌手として
1993年には最初のアルバムAnahiを発売した。1996年には、シングルDescontrolandote and Corazon de bombonで有名なアルバム?Hoy Es Manana?を発売した。さらにAnclado En Mi Corazon、Baby Blueという2つのアルバムを製作している。
Rebeldeの成功によってRBDが結成され、RBDはこれまでスペイン語、ポルトガル語、英語の9枚のスタジオアルバムを製作している。これらは世界中で1500万枚以上売れ、メキシコ、南アメリカ、セルビア、スロベニア、ルーマニア、アメリカ合衆国、スペインを訪れるツアーを行っている。
2006年、RBDの成功を受けて、アナイはソロアルバムBaby BlueをUna Rebelde en Solitarioという名前で再リリースした。
2008年8月15日、RBDは解散を決意したとするメッセージをファンに向けて発表した。2009年初めまで、最後のツアーGira Del Adios World Tourを行った。
2008年11月25日、アナイとDulce MariaはTiziano Ferroとともに"El Regalo Mas Grande"という曲を発売した。
2009年4月、アナイは公式ウェブサイトとTwitterを立ち上げ、2009年11月24日にソロアルバムを発売することを発表し、11月24日にはRBD解散以来初のソロアルバムMi Delirioが発売された。
2009年、フロリダ州マイアミのPremios Juventudで、彼女はRDB解散以来初のソロシングル"Mi Delirio"をリリースした。2009年8月18日にはデジタルダウンロードも開始された。その後、シングルとアルバムのプロモーションのため10か所でコンサートを行った。
初のソロアルバム"Mi Delirio"は2009年11月24日に発売された。

## 私生活
Rebeldeに出演する前、彼女は深刻な摂食障害に苦しんでいた。最も酷い時には体重は約75ポンドしかなく、5つの治療センターへの入退院を繰り返し、メキシコ中の医師や精神科医の診察を受けた。家族旅行から帰宅したある日、彼女は失神して病院に運び込まれたが、心臓は8秒間も止まった。2008年にはテレビサの支援を得て、拒食症-過食症啓発キャンペーンを始めた。
2006年には、メキシコシティに洋服店Anahi Worldを開業した。
2007年には、Rebeldeでの彼女の姿を模したバービー人形が発売された。Rebeldeの収録中からChristopher Uckermannと付き合っていたが、10か月で破局した。
2006年、メキシコの税務当局は税金詐欺罪の容疑で、スコシアバンクとBanamexのアナイの持つ4つの銀行口座を凍結した。2008年の判決を経て口座は回復された。
2009年4月、交際と結婚の噂が流れてから1年後にナイトクラブのオーナーRodrigo Ruiz de Teresaと破局した。Rodrigoとの破局後1か月もたたず、メキシコの雑誌Nuevaは新しいボーイフレンドとの写真を掲載した。

## ソロでのディスコグラフィ

### アルバム
- Anahi　1993年3月
- ?Hoy Es Manana? 　1996年6月16日
- Anclado En Mi Corazon　1997年2月3日
- Baby Blue　2000年8月26日
- Mi Delirio　2009年11月23日
- Inesperado 2016年6月3日

### シングル
- "Te Doy Un Besito"　1993年
- "Corazon de Bombon"　1996年
- "Por Volverte a Ver"　1996年
- "Por Volverte a Ver"　1996年
- "Anclado en Mi Corazon"　1997年
- "Escandalo"　1997年
- "Brazos en Cruz"　1997年
- "Primer Amor"　2000年
- "Super Enamorandome"　2000年
- "Desesperadamente Sola"　2000年
- "Tu Amor Cayo Del Cielo"　2001年
- "Mi Delirio"　2009年
- "Quiero"　2010年
- "Me Hipnotizas"　2010年
- "Alergico"　2010年
- "Dividida"　2011年
- "Click"　2011年
- "Absurda"　2013年